# Alenatea
Alenatea Song & Zhu, 1999 è un genere appartenente alla famiglia Araneidae.

## Distribuzione
Le tre specie oggi note di questo genere sono state rinvenute in Asia orientale; la specie dall'areale maggiore è la A. fuscocolorata, reperita in Corea, Giappone, Cina e Taiwan.

## Tassonomia
Dal 2012 non sono stati esaminati esemplari di questo genere.
A marzo 2014, si compone di tre specie:
- Alenatea fuscocolorata (Bösenberg & Strand, 1906)[2] - Corea, Giappone, Cina, Taiwan
- Alenatea touxie Song & Zhu, 1999 - Cina
- Alenatea wangi Zhu & Song, 1999 - Cina

### Sinonimi
- Alenatea angulopicta (Schenkel, 1953); posta in sinonimia con A. fuscocolorata (Bösenberg & Strand, 1906) a seguito di un lavoro di Ma & Tu del 1987, quando era ancora ascritta al genere Neoscona Simon, 1864[1].
- Alenatea arcopicta (Schenkel, 1953); posta in sinonimia con A. fuscocolorata (Bösenberg & Strand, 1906) a seguito di un lavoro di Ma & Tu del 1987, quando era ancora ascritta al genere Neoscona Simon, 1864[1].
- Alenatea davidi (Schenkel, 1963); posta in sinonimia con A. fuscocolorata (Bösenberg & Strand, 1906) a seguito di un lavoro di Ma & Tu del 1987, quando era ancora ascritta al genere Neoscona Simon, 1864[1].